# 藤栄道彦
藤栄 道彦（ふじえい みちひこ、1971年8月28日 - ）は、日本の漫画家。栃木県宇都宮市出身。男性。B型。那智正芳（なち まさよし）名義で描いていたこともあった。名字の読みを長らく「とうえい」としていたが、2020年10月ごろより「ふじえい」と名乗っている。

## 略歴
高校卒業後、漫画家を目指し『週刊少年サンデー』（小学館）に投稿を開始。このころから松浦聡彦に師事。
1997年、第41回新人コミック大賞で「黒鷲の仮面」が入選しデビュー。『週刊少年サンデー』増刊号に数回読切を掲載したのち、新潮社に活動の場を移す。
2003年、『週刊コミックバンチ』（新潮社）に投稿した「賞金稼業」が準入選。同年秋、『週刊コミックバンチ』2003年48号（11月14日号 / 通算118号）にて『コンシェルジュ』の読切を掲載。その後『コンシェルジュ』はシリーズ掲載となり、最終的に本格連載に昇格。『週刊コミックバンチ』休刊号となる2010年39号（9月10日号 / 通算445号）まで連載され、完結した。
連載終了後、『コンシェルジュ』は『コンシェルジュ プラチナム』と題を改め、『月刊コミックゼノン』（徳間書店）2010年12月号（創刊号）より連載を再開。また、『月刊コミック@バンチ』においても2011年4月号（創刊2号）よりオリジナル作品『最後のレストラン』を連載。『最後のレストラン』は2016年にテレビドラマ化されNHK BSプレミアムで放映された。
『コンシェルジュ プラチナム』は『月刊コミックゼノン』2014年11月号で連載を終了。2015年1月号から同じ「コンシェルジュ・ワールド」を舞台とした『コンシェルジュ インペリアル』を2017年11月号まで連載した。

## 作品リスト

### 連載
- コンシェルジュ（原作：いしぜきひでゆき、『週刊コミックバンチ』、2003年48号（11月14日号 / 通算118号） - 2010年39号（9月10日号 / 通算445号）、全21巻）
- コンシェルジュ プラチナム（原案：いしぜきひでゆき、『月刊コミックゼノン』、2010年12月号（創刊号） - 2014年11月号、全10巻）
『コンシェルジュ』シリーズ第二作。主人公は別のホテルに勤務するコンシェルジュに交代している。
- 最後のレストラン（『月刊コミック@バンチ』→『月刊コミックバンチ』、2011年4月号（創刊2号）[2] - 2024年4月号[4]、全23巻）
2011年4月号（創刊2号）より新連載。隔月掲載。
- コンシェルジュ インペリアル（原案：いしぜきひでゆき、『月刊コミックゼノン』、2015年1月号 - 2017年11月号、全7巻）
『コンシェルジュ』シリーズ第三作。主人公は第一作の副主人公の娘で、職業は介護士である。
- 妖怪の飼育員さん（『くらげバンチ』、2015年3月 - 2025年2月25日、全166話、全15巻）
「くらげバンチ」は『月刊コミック@バンチ』によるウェブコミックサイト。動物園ならぬ「妖怪園」を舞台に社会人一年生の主人公が新米飼育員として奮闘する様子を描いている。
- アンタゴニスト（作画：黒田高祥、『月刊コミックゼノン』2018年8月号 - 2021年4月号、全4巻） - 電子書籍では全7巻
藤栄は原作を務める。特撮ヒーロー番組に登場するような「悪の組織」に改造人間にされた男子高校生・神条恒彦を描く[5]。
- マイ・フェア・キラー〜わたしとネコと殺し屋と〜 （『マンガJam』（祥伝社）、全2巻）
- 最後のレストラン Dante（『コミックバンチKai』（Web雑誌）2024年5月3日 -  連載中）
- 診える医師（ブックライブ、2024年10月21日 - 、連載中〈10回予定〉）

### 読切
那智正芳 名義
- 黒鷲の仮面（『少年サンデー超』、1998年3月25日号）
- TOP GUY（『少年サンデー超』、2001年2月25日号）
- 超人クルセイダー（『少年サンデー超』、2001年3月25日号）
- Dリーガー（『少年サンデー超』、2002年2月25日号）
- バンと一本!!（『少年サンデー超』、2002年12月25日号）

藤栄道彦 名義
- 賞金稼業（『週刊コミックバンチ』、2004年4月23日号）
- SPARK!!（『コミックバンチ増刊』、2007年1月8日号）
- 北斗賞金稼業（『月刊少年ファング』、2007年5月号）
- R46 （『月刊コミックゼノン』、2017年3月号）
- 『流れ飯』（芳文社、既刊2巻）
  1. 2017年9月25日、ISBN 978-4-8322-3570-0
  2. 2018年10月25日、ISBN 978-4-8322-3641-7

  - 藤栄自身の食生活を題材にしたエッセイ漫画。芳文社の料理アンソロジー本に掲載された話をまとめたもの。
  - 「麻辣丼 + ジャンボ餃子」は同様の料理が『コンシェルジュ プラチナム』に作中の漫画家「有明光成」の思い出の料理として登場したこともある。

- 偉人裁判（『月刊コミックゼノン』、2019年5月号）
  - ナポレオン・ボナパルトが死後、その功績から、天国と地獄のどちら行きになるのかを裁判する法廷ドラマ。

## 人物・エピソードなど
- 両親共に教員であり、その関係で教職員の知り合いも多く、『コンシェルジュ』17巻収録の109話「存在理由」が故郷の宇都宮で話題となり、中学校の教員向け教材として使われた事がある。（以上、すべて『コンシェルジュ』20巻折り返しより引用）。
- 昭和の漫画・アニメ・特撮ヒーローものなどを好んでおり、作中に度々オマージュされた絵や背景、記述が見られる。
- 幼少期より『ナイトライダー』に登場するナイト2000に強い憧れを抱いており、同じ車種を購入。ボディカラーや内装もナイト2000同様にカスタマイズした。自身でもペダルやウインカーボックスなどを自作して取り付け、それらを動画サイトにアップしている。
- 『コンシェルジュ プラチナム』8巻折り返しにて2013年暮に入籍したことを公表。月刊コミックゼノン2015年1月号巻末にて2014年10月に第一子の誕生を報告している。自身を描いた『流れ飯』では第二子も描かれている。

## 関連人物

### 師匠
- 松浦聡彦

### 元・アシスタント
- 新久千映
- 吉川景都